# Лукново (Владимирська область)
Лукново (рос. Лукново) — селище у В'язниківському районі Владимирської області Російської Федерації.
Входить до складу муніципального утворення Октябрська сільрада. Населення становить 2434 особи (2010).

## Історія
Населений пункт розташований на землях фіно-угорського народу мещери.
Від 10 квітня 1929 року належить до В'язниковського району. Спочатку у складі Івановської промислової області, а від 1944 року — Владимирської області.
Згідно із законом від 16 травня 2005 року входить до складу муніципального утворення Октябрська сільрада.

## Населення
| 1859  | 1897  | 1905  | 1926 | 1959  | 1970  | 1979  |
| ----- | ----- | ----- | ---- | ----- | ----- | ----- |
| 355   | ↗513  | ↗534  | ↗611 | ↗5112 | ↘3702 | ↘3621 |
| 1989  | 2002  | 2010  |      |       |       |       |
| ↘3545 | ↘2675 | ↘2434 |      |       |       |       |